# Elezioni comunali in Sardegna del 1993
Il 6 giugno 1993 (con ballottaggio il 20 giugno) e il 21 novembre (con ballottaggio il 5 dicembre) in Sardegna si tennero le elezioni per il rinnovo di numerosi consigli comunali.

## Riepilogo Sindaci Eletti
| Provincia         | Comune       | Sindaco uscente | Sindaco uscente          | Sindaco eletto | Sindaco eletto           | Primo turno | Primo turno          | Secondo turno | Secondo turno | Seggi   |       |       |        |
| ----------------- | ------------ | --------------- | ------------------------ | -------------- | ------------------------ | ----------- | -------------------- | ------------- | ------------- | ------- | ----- | ----- | ------ |
| Provincia         | Comune       | Cagliari        | Assemini                 |                | Salvatore Gullotta (CP)  |             | Luciano Casula (PDS) | 2.991         | 26,50         | Seggi   | 5.927 | 57,54 | 5 / 20 |
| Carbonia          |              | Cagliari        | Antonangelo Casula (PDS) |                | Antonangelo Casula (PDS) | 8.156       | 43,38                | 8.312         | 50,48         | 18 / 30 |       |       |        |
| Iglesias          |              | Cagliari        | Giorgio Fadda (CP)       |                | Mauro Pili (Ind.)        | 4.411       | 23,62                | 9.147         | 52,05         | 18 / 30 |       |       |        |
| Quartu Sant'Elena |              | Cagliari        | Gaetano Berretta (DC)    |                | Graziano Milia (PDS)     | 11.183      | 35,63                | 15.930        | 63,33         | 18 / 30 |       |       |        |
| Sassari           | Porto Torres |                 | Giacomo Rum (PSI)        |                | Alfredo Dessì (PDS)      | 5.893       | 44,39                | 8.431         | 67,09         | 12 / 20 |       |       |        |

## Elezioni del giugno 1993

### Provincia di Cagliari

#### Assemini
| Candidati                               | Candidati                 | II turno             | II turno             | I turno | I turno | Liste                                         | Voti  | %     | Seggi |
| Candidati                               | Candidati                 | Voti                 | %                    | Voti    | %       | Liste                                         | Voti  | %     | Seggi |
| --------------------------------------- | ------------------------- | -------------------- | -------------------- | ------- | ------- | --------------------------------------------- | ----- | ----- | ----- |
|                                         | Luciano Casula ✔️ Sindaco | 5 927                | 57,54                | 2 991   | 26,50   | Partito Democratico della Sinistra            | 2 339 | 23,71 | 5     |
| Partito Sardo d'Azione                  | Luciano Casula ✔️ Sindaco | 5 927                | 57,54                | 2 991   | 26,50   | 371                                           | 3,76  | –     |       |
|                                         | Luigi Locci               | 4 373                | 42,46                | 3 731   | 33,06   | Democrazia Cristiana                          | 2 123 | 21,52 | 4     |
| Partito Socialista Democratico Italiano | Luigi Locci               | 4 373                | 42,46                | 3 731   | 33,06   | 616                                           | 6,25  | 1     |       |
| Lista Civica                            | Luigi Locci               | 4 373                | 42,46                | 3 731   | 33,06   | 438                                           | 4,44  | 1     |       |
| Partito Repubblicano Italiano           | Luigi Locci               | 4 373                | 42,46                | 3 731   | 33,06   | 425                                           | 4,31  | –     |       |
| Seggio di coalizione                    | Seggio di coalizione      | Seggio di coalizione | 42,46                | 3 731   | 33,06   | 1                                             |       |       |       |
|                                         | Luciano Mereu             | Luciano Mereu        | Luciano Mereu        | 2 422   | 21,46   | Popolari per la Riforma (A)                   | 1 966 | 19,93 | 4     |
| Seggio di coalizione                    | Seggio di coalizione      | Seggio di coalizione | Luciano Mereu        | 2 422   | 21,46   | 1                                             |       |       |       |
|                                         | Vittorio Sanna            | Vittorio Sanna       | Vittorio Sanna       | 1 314   | 11,64   | Partito della Rifondazione Comunista (B)      | 780   | 7,91  | 1     |
| Seggio di coalizione                    | Seggio di coalizione      | Seggio di coalizione | Vittorio Sanna       | 1 314   | 11,64   | 1                                             |       |       |       |
|                                         | Maria Fiorella Bellu      | Maria Fiorella Bellu | Maria Fiorella Bellu | 828     | 7,34    | Movimento Sociale Italiano - Destra Nazionale | 805   | 8,16  | –     |
| Seggio di coalizione                    | Seggio di coalizione      | Seggio di coalizione | Maria Fiorella Bellu | 828     | 7,34    | 1                                             |       |       |       |
| Totale                                  | Totale                    | 10 300               | 100                  | 11 286  | 100     |                                               | 9 863 | 100   | 20    |
|                                         |                           |                      |                      |         |         |                                               |       |       |       |
| Fonte: Ministero dell'interno           |                           |                      |                      |         |         |                                               |       |       |       |

#### Carbonia
| Candidati                               | Candidati                     | II turno             | II turno         | I turno | I turno | Liste                                | Voti   | %     | Seggi |
| Candidati                               | Candidati                     | Voti                 | %                | Voti    | %       | Liste                                | Voti   | %     | Seggi |
| --------------------------------------- | ----------------------------- | -------------------- | ---------------- | ------- | ------- | ------------------------------------ | ------ | ----- | ----- |
|                                         | Antonangelo Casula ✔️ Sindaco | 8 312                | 50,48            | 8 156   | 43,38   | Partito Democratico della Sinistra   | 5 033  | 29,13 | 12    |
| Partito Socialista Italiano             | Antonangelo Casula ✔️ Sindaco | 8 312                | 50,48            | 8 156   | 43,38   | 2 713                                | 15,70  | 6     |       |
|                                         | Renato Monticolo              | 8 153                | 49,52            | 4 883   | 25,97   | Partito della Rifondazione Comunista | 2 336  | 13,52 | 3     |
| Partito Sardo d'Azione                  | Renato Monticolo              | 8 153                | 49,52            | 4 883   | 25,97   | 787                                  | 4,56   | 1     |       |
| Partito Socialista Democratico Italiano | Renato Monticolo              | 8 153                | 49,52            | 4 883   | 25,97   | 535                                  | 3,10   | –     |       |
| Seggio di coalizione                    | Seggio di coalizione          | Seggio di coalizione | 49,52            | 4 883   | 25,97   | 1                                    |        |       |       |
|                                         | Paolo Pinna                   | Paolo Pinna          | Paolo Pinna      | 2 556   | 13,60   | Democrazia Cristiana                 | 2 811  | 16,27 | 2     |
| Seggio di coalizione                    | Seggio di coalizione          | Seggio di coalizione | Paolo Pinna      | 2 556   | 13,60   | 1                                    |        |       |       |
|                                         | Giovanni Mereu                | Giovanni Mereu       | Giovanni Mereu   | 2 380   | 12,66   | Lista Civica                         | 2 243  | 12,98 | 2     |
| Seggio di coalizione                    | Seggio di coalizione          | Seggio di coalizione | Giovanni Mereu   | 2 380   | 12,66   | 1                                    |        |       |       |
|                                         | Salvatore Mascia              | Salvatore Mascia     | Salvatore Mascia | 825     | 4,39    | Lista Civica                         | 818    | 4,73  | –     |
| Seggio di coalizione                    | Seggio di coalizione          | Seggio di coalizione | Salvatore Mascia | 825     | 4,39    | 1                                    |        |       |       |
| Totale                                  | Totale                        | 16 465               | 100              | 18 800  | 100     |                                      | 17 276 | 100   | 30    |
|                                         |                               |                      |                  |         |         |                                      |        |       |       |
| Fonte: Ministero dell'interno           |                               |                      |                  |         |         |                                      |        |       |       |

#### Quartu Sant'Elena
| Candidati                               | Candidati                 | II turno             | II turno           | I turno | I turno | Liste                                         | Voti   | %     | Seggi |
| Candidati                               | Candidati                 | Voti                 | %                  | Voti    | %       | Liste                                         | Voti   | %     | Seggi |
| --------------------------------------- | ------------------------- | -------------------- | ------------------ | ------- | ------- | --------------------------------------------- | ------ | ----- | ----- |
|                                         | Graziano Milia ✔️ Sindaco | 15 930               | 63,33              | 11 183  | 35,63   | Partito Democratico della Sinistra            | 3 733  | 12,95 | 7     |
| Partito Repubblicano Italiano           | Graziano Milia ✔️ Sindaco | 15 930               | 63,33              | 11 183  | 35,63   | 3 076                                         | 10,67  | 5     |       |
| Partito Sardo d'Azione                  | Graziano Milia ✔️ Sindaco | 15 930               | 63,33              | 11 183  | 35,63   | 1 577                                         | 5,47   | 3     |       |
| Partito Socialista Democratico Italiano | Graziano Milia ✔️ Sindaco | 15 930               | 63,33              | 11 183  | 35,63   | 1 572                                         | 5,46   | 3     |       |
| Federazione dei Verdi                   | Graziano Milia ✔️ Sindaco | 15 930               | 63,33              | 11 183  | 35,63   | 372                                           | 1,29   | –     |       |
|                                         | Ino Motzo                 | 9 222                | 36,67              | 9 206   | 29,33   | Democrazia Cristiana                          | 6 199  | 21,51 | 4     |
| Partito Socialista Italiano             | Ino Motzo                 | 9 222                | 36,67              | 9 206   | 29,33   | 2 840                                         | 9,86   | 2     |       |
| Seggio di coalizione                    | Seggio di coalizione      | Seggio di coalizione | 36,67              | 9 206   | 29,33   | 1                                             |        |       |       |
|                                         | Lucio Tocco               | Lucio Tocco          | Lucio Tocco        | 3 499   | 11,15   | Lista Civica                                  | 2 859  | 9,92  | 1     |
| Seggio di coalizione                    | Seggio di coalizione      | Seggio di coalizione | Lucio Tocco        | 3 499   | 11,15   | 1                                             |        |       |       |
|                                         | Antonino Dessì            | Antonino Dessì       | Antonino Dessì     | 3 309   | 10,54   | Movimento Sociale Italiano - Destra Nazionale | 2 540  | 8,81  | –     |
| Seggio di coalizione                    | Seggio di coalizione      | Seggio di coalizione | Antonino Dessì     | 3 309   | 10,54   | 1                                             |        |       |       |
|                                         | Francesco Tocco           | Francesco Tocco      | Francesco Tocco    | 2 185   | 6,96    | Partito della Rifondazione Comunista          | 2 081  | 7,22  | –     |
| Seggio di coalizione                    | Seggio di coalizione      | Seggio di coalizione | Francesco Tocco    | 2 185   | 6,96    | 1                                             |        |       |       |
|                                         | Giuseppe Caramagna        | Giuseppe Caramagna   | Giuseppe Caramagna | 1 244   | 3,96    | Lista Civica                                  | 1 295  | 4,49  | –     |
| Seggio di coalizione                    | Seggio di coalizione      | Seggio di coalizione | Giuseppe Caramagna | 1 244   | 3,96    | 1                                             |        |       |       |
|                                         | Agostino Mela             | Agostino Mela        | Agostino Mela      | 428     | 1,36    | Partito Liberale Italiano                     | 378    | 1,31  | –     |
|                                         | Mario Mereu               | Mario Mereu          | Mario Mereu        | 336     | 1,07    | Lega Nord                                     | 294    | 1,02  | –     |
| Totale                                  | Totale                    | 25 152               | 100                | 31 390  | 100     |                                               | 28 816 | 100   | 30    |
|                                         |                           |                      |                    |         |         |                                               |        |       |       |
| Fonte: Ministero dell'interno           |                           |                      |                    |         |         |                                               |        |       |       |

### Provincia di Sassari

#### Porto Torres
| Candidati                               | Candidati                | II turno             | II turno      | I turno | I turno | Liste                                         | Voti   | %     | Seggi |
| Candidati                               | Candidati                | Voti                 | %             | Voti    | %       | Liste                                         | Voti   | %     | Seggi |
| --------------------------------------- | ------------------------ | -------------------- | ------------- | ------- | ------- | --------------------------------------------- | ------ | ----- | ----- |
|                                         | Alfredo Dessì ✔️ Sindaco | 8 431                | 67,09         | 5 893   | 44,39   | Partito della Rifondazione Comunista          | 1 586  | 13,80 | 5     |
| Partito Democratico della Sinistra      | Alfredo Dessì ✔️ Sindaco | 8 431                | 67,09         | 5 893   | 44,39   | 1 465                                         | 12,75  | 4     |       |
| Partito Sardo d'Azione                  | Alfredo Dessì ✔️ Sindaco | 8 431                | 67,09         | 5 893   | 44,39   | 1 231                                         | 10,71  | 3     |       |
|                                         | Enrico Piras             | 4 135                | 32,91         | 3 180   | 23,95   | Democrazia Cristiana                          | 2 598  | 22,61 | 3     |
| Partito Socialista Democratico Italiano | Enrico Piras             | 4 135                | 32,91         | 3 180   | 23,95   | 603                                           | 5,25   | –     |       |
| Seggio di coalizione                    | Seggio di coalizione     | Seggio di coalizione | 32,91         | 3 180   | 23,95   | 1                                             |        |       |       |
|                                         | Giacomo Rum              | Giacomo Rum          | Giacomo Rum   | 1 870   | 14,09   | Partito Socialista Italiano                   | 1 644  | 14,31 | 1     |
| Seggio di coalizione                    | Seggio di coalizione     | Seggio di coalizione | Giacomo Rum   | 1 870   | 14,09   | 1                                             |        |       |       |
|                                         | Antonio Urro             | Antonio Urro         | Antonio Urro  | 1 132   | 8,53    | Alleanza Democratica                          | 1 159  | 10,09 | –     |
| Seggio di coalizione                    | Seggio di coalizione     | Seggio di coalizione | Antonio Urro  | 1 132   | 8,53    | 1                                             |        |       |       |
|                                         | Giuseppe Doro            | Giuseppe Doro        | Giuseppe Doro | 769     | 5,79    | Lista Civica                                  | 782    | 6,81  | –     |
| Seggio di coalizione                    | Seggio di coalizione     | Seggio di coalizione | Giuseppe Doro | 769     | 5,79    | 1                                             |        |       |       |
|                                         | Carmelo Porcu            | Carmelo Porcu        | Carmelo Porcu | 432     | 3,25    | Movimento Sociale Italiano - Destra Nazionale | 421    | 3,66  | –     |
| Totale                                  | Totale                   | 12 566               | 100           | 13 276  | 100     |                                               | 11 489 | 100   | 20    |
|                                         |                          |                      |               |         |         |                                               |        |       |       |
| Fonte: Ministero dell'interno           |                          |                      |               |         |         |                                               |        |       |       |

## Elezioni del novembre 1993

### Provincia di Cagliari

#### Iglesias
| Candidati                            | Candidati             | II turno             | II turno        | I turno | I turno | Liste                                         | Voti   | %     | Seggi |
| Candidati                            | Candidati             | Voti                 | %               | Voti    | %       | Liste                                         | Voti   | %     | Seggi |
| ------------------------------------ | --------------------- | -------------------- | --------------- | ------- | ------- | --------------------------------------------- | ------ | ----- | ----- |
|                                      | Mauro Pili ✔️ Sindaco | 9 147                | 52,05           | 4 411   | 23,62   | Nuova Via                                     | 2 004  | 12,11 | 11    |
| Alleanza Democratica - Patto Segni   | Mauro Pili ✔️ Sindaco | 9 147                | 52,05           | 4 411   | 23,62   | 1 171                                         | 7,08   | 7     |       |
|                                      | Domenico Grillo       | 8 425                | 47,95           | 4 521   | 24,21   | Partito Democratico della Sinistra            | 2 159  | 13,05 | 2     |
| Partito della Rifondazione Comunista | Domenico Grillo       | 8 425                | 47,95           | 4 521   | 24,21   | 1 238                                         | 7,48   | 1     |       |
| Seggio di coalizione                 | Seggio di coalizione  | Seggio di coalizione | 47,95           | 4 521   | 24,21   | 1                                             |        |       |       |
|                                      | Giampiero Carta       | Giampiero Carta      | Giampiero Carta | 3 533   | 18,92   | Partito Sardo d'Azione                        | 1 048  | 6,33  | –     |
| Lista Civica                         | Giampiero Carta       | Giampiero Carta      | Giampiero Carta | 3 533   | 18,92   | 610                                           | 3,69   | –     |       |
| Seggio di coalizione                 | Seggio di coalizione  | Seggio di coalizione | Giampiero Carta | 3 533   | 18,92   | 1                                             |        |       |       |
|                                      | Remigio Cabras        | Remigio Cabras       | Remigio Cabras  | 2 634   | 14,11   | Unione Popolare                               | 1 856  | 11,22 | –     |
| Seggio di coalizione                 | Seggio di coalizione  | Seggio di coalizione | Remigio Cabras  | 2 634   | 14,11   | 1                                             |        |       |       |
|                                      | Antonio Guaita        | Antonio Guaita       | Antonio Guaita  | 2 415   | 12,93   | Democrazia Cristiana                          | 2 783  | 16,82 | 2     |
| Seggio di coalizione                 | Seggio di coalizione  | Seggio di coalizione | Antonio Guaita  | 2 415   | 12,93   | 1                                             |        |       |       |
|                                      | Bruno Piva            | Bruno Piva           | Bruno Piva      | 671     | 3,59    | Movimento Sociale Italiano - Destra Nazionale | 678    | 4,10  | –     |
|                                      | Franco Meloni         | Franco Meloni        | Franco Meloni   | 488     | 2,61    | Lista Civica                                  | 3 002  | 18,14 | 2     |
| Seggio di coalizione                 | Seggio di coalizione  | Seggio di coalizione | Franco Meloni   | 488     | 2,61    | 1                                             |        |       |       |
| Totale                               | Totale                | 17 572               | 100             | 18 673  | 100     |                                               | 16 549 | 100   | 30    |
|                                      |                       |                      |                 |         |         |                                               |        |       |       |
| Fonte: Ministero dell'interno        |                       |                      |                 |         |         |                                               |        |       |       |